# Infant amb nina
Infant amb nina (L'Enfant à la poupée) és un oli sobre tela de 67 × 52 cm realitzat pel pintor francès Henri Rousseau vers els anys 1904-1905 i dipositat al Museu de l'Orangerie de París.

## Context històric i artístic
Henri Rousseau va pintar pocs retrats d'infants, ja que, paradoxalment, la seua timidesa no l'ajudava en absolut a acostar-s'hi:
| « | "Hom se sorprèn que el càndid Rousseau, que era amic dels infants, es mostri tan aliè al seu món: els seus petits models semblen adults avortats més que no pas innocents criatures." | » |

D'altra banda, Rousseau va redescobrir l'estètica dels primitius francesos i italians en una època fascinada pel Primitivisme de qualsevol mena. Aquesta és una faceta del seu art que va fascinar els seus contemporanis i que va portar a André Lhote a escriure: "A l'edat mitjana, hauria fet les delícies de la multitud..." i a Arsène Alexadre, crític d'art, dir que Rousseau era el "Paolo Uccello del nostre segle".
Aquest retrat ha estat datat tradicionalment cap al 1905, a causa de la presumpta semblança del model amb un altre, més jove, que apareix en un segon retrat infantil (Per festejar el bebè) exposat al Saló dels Independents l'any 1903. Henry Certigny rebutja, però, aquesta datació i proposa el 1892, perquè segons ell es tractaria del retrat presentat aquell any al Saló dels Independents amb el títol de Retrat de la senyoreta Jeanne, títol canviat ulteriorment pel d'Infant de vermell i més tard Infant amb nina. Com a argument que sosté la seua datació, Certigny apunta la semblança entre aquesta obra i els retrats de Rousseau de la dècada del 1890, amb les cares enrojolades amb vermelló com les de les nines. La forma maldestra que té l'artista d'intentar posar el model sobre el terra enfonsant-li els peus dins de l'herba seria un altre motiu, en opinió de Certigny, a favor d'una data més reculada.

## Descripció
La nena d'aquesta pintura no ha estat identificada. Vista de cara, sense profunditat, està asseguda sense estar-ho sobre una extensió d'herba uniformement sembrada de floretes, a la manera dels tapissos de l'edat mitjana. Sobredimensionada, rabassuda, aquesta nena resulta gairebé entendridora, aguantant la nina amb una mà massa petita mentre amb l'altra agafa una margarida. No obstant, les seues faccions no tenen res d'infantil i els seus ulls miren directament a l'espectador d'una manera inquietant i hipnòtica. El cos sembla gegantí, desproporcionat i representat a l'estil egipci (la part superior és representada frontalment mentre que les cames ho són de costat). Les cames (desaparegudes entre l'herba) són enormes en relació amb els seus braços (sobretot, el braç dret que sosté la nina). És, pràcticament, una figura bidimensional i amb els punts blancs del vestit vermell de la nena accentuant la seua plenitud sobre el fons del quadre.
El paisatge es redueix fins a l'extrem: un cel quasi blau uniforme i un prat esquitxat de flors que recorda els tapissos medievals. No obstant això, Rousseau crea un lleuger efecte de perspectiva enfosquint l'herba a la distància i reduint les dimensions de les margarides. A més, l'ombra sota les cuixes de l'infant recorda la tècnica d'un manuscrit il·luminat.